# Ecologisch optimum
Een ecologisch optimum of optimum is in de ecologie en de biologie die situatie of omstandigheid waarbij het effect is gemaximaliseerd (bijvoorbeeld gewicht, hoogte, kleurintensiteit) - dit is de optimale omstandigheid. 
Het ecologisch optimum kan grafisch worden weergegeven. De grafiek is die van een wiskundige functie, met de getalsmatig uitgedrukte omstandigheid uitgezet op de x-as en de afhankelijke getalwaarde op de {\displaystyle y}-as. De afhankelijke variabele bereikt zijn maximale waarde, de amplitude, als de onafhankelijke variabele, de omstandigheid een optimale waarde heeft.
Voorbeeld: de mestdosering (onafhankelijke variabele) van een perceel grasland beïnvloedt de opbrengst (afhankelijke variabele), waarbij de opbrengst maximaal is bij optimale mestgift. Te veel mest doet het gewas 'verbranden', te weinig mest geeft onvoldoende effect. In de praktijk is de ligging van de optimale waarde mede afhankelijk van storende invloeden, bijvoorbeeld het aantal zonuren en de hoeveelheid neerslag.
Onafhankelijke variabelen die afwijken van het optimum zijn suboptimale omstandigheden. Als de onafhankelijke variabele extreme waarden, minimaal of maximaal, aanneemt, is er mogelijk helemaal geen resultaat: de respons nadert tot 0. De waarde waarbij nog een geldig resultaat mag worden verwacht, dat wil zeggen een oogst, respons, gevolg of resultaat groter dan 0, heet de tolerantie.
De curve die het verband tussen een onafhankelijke variabele, de milieufactor, en een afhankelijke variabele, de respons van een populatie van een bepaalde soort organismen, weergeeft, heet optimumcurve. In veel gevallen kan deze wiskundig met de normale verdeling worden beschreven, met een (gewogen) gemiddelde en standaardafwijking.
Het begrip optimum of optimale waarde wordt, in verband met milieufactoren en hun invloed op levensprocessen, in de biologie en vooral in de planten- en dierfysiologie, en de ecologie gebruikt.